# Sebastian Aigner
Sebastian Aigner (3 gennaio 2001) è un calciatore austriaco, centrocampista dell'Austria Salisburgo.

## Carriera

### Club
Cresciuto nel settore giovanile del Salisburgo, dal 2018 al 2021 ha totalizzato 35 presenze e 4 reti in seconda divisione con il Liefering, società satellite del Salisburgo. L'11 giugno 2021 è stato acquistato dall'Altach, firmando un contratto triennale. Il 31 luglio successivo ha esordito in Bundesliga in occasione dell'incontro vinto per 2-1 in casa dell'Hartberg.

### Nazionale
Ha rappresentato le nazionali giovanili austriache.

## Statistiche

### Presenze e reti nei club
Statistiche aggiornate all'11 settembre 2022.
| Stagione         | Squadra          | Campionato       | Campionato | Campionato | Coppe nazionali | Coppe nazionali | Coppe nazionali | Coppe continentali | Coppe continentali | Coppe continentali | Altre coppe | Altre coppe | Altre coppe | Totale | Totale |
| Stagione         | Squadra          | Comp             | Pres       | Reti       | Comp            | Pres            | Reti            | Comp               | Pres               | Reti               | Comp        | Pres        | Reti        | Pres   | Reti   |
| ---------------- | ---------------- | ---------------- | ---------- | ---------- | --------------- | --------------- | --------------- | ------------------ | ------------------ | ------------------ | ----------- | ----------- | ----------- | ------ | ------ |
| 2018-2019        | Liefering        | 1L               | 1          | 0          |                 | -               | -               |                    | -                  | -                  |             | -           | -           | 1      | 0      |
| 2019-2020        | Liefering        | 1L               | 7          | 2          |                 | -               | -               |                    | -                  | -                  |             | -           | -           | 7      | 2      |
| 2020-2021        | Liefering        | 1L               | 27         | 2          |                 | -               | -               |                    | -                  | -                  |             | -           | -           | 27     | 2      |
| Totale Liefering | Totale Liefering | Totale Liefering | 35         | 4          |                 | -               | -               |                    | -                  | -                  |             | -           | -           | 35     | 4      |
| 2021-2022        | Altach           | BL               | 22         | 0          | CA              | 1               | 0               |                    | -                  | -                  |             | -           | -           | 23     | 0      |
| 2022-2023        | Altach           | BL               | 5          | 0          | CA              | 2               | 0               |                    | -                  | -                  |             | -           | -           | 7      | 0      |
| Totale carriera  | Totale carriera  | Totale carriera  | 62         | 4          |                 | 3               | 0               |                    | -                  | -                  |             | -           | -           | 65     | 4      |